# هیرام میر
هیرام میر (اسپانیایی: Hiram Mier‎؛ زادهٔ ۲۵ اوت ۱۹۸۹) بازیکن فوتبال اهل مکزیک است.
از باشگاه‌هایی که در آن بازی کرده‌است می‌توان به باشگاه فوتبال مونتری اشاره کرد.
وی همچنین در تیم‌های ملی فوتبال زیر ۲۳ سال مکزیک و مکزیک بازی کرده‌است.
وی در مسابقات کشوری و بین‌المللی در مجموع برندهٔ ۳ مدال طلا شده‌است.